# Альбатрос (кінокомпанія)
Альбатрос (фр. Société des Films Albatros) — французька кінокомпанія, створена у 1922 році російськими кінематографістами, що емігрували до Франції після революції 1917 року у Росії.

## Історія створення
Компанія була створена у серпні 1922 року у Монтреї Йосипом Єрмольєвим, російським кінопідприємцем, що емігрував до Франції після революції 1917 року. На початку свого існування компанії мала назву «Єрмольєв-сінема». Фірма «Пате», з якою Єрмольєв співпрацював ще до еміграції, здала йому в оренду один зі своїх павільйонів, який знаходився в Монтреї. Там і була створена студія. Після цього Ермольєв перевіз до Францію усю свою знімальну групу: акторів і технічний персонал. На новій студії працювали також і ті російські емігранти, які в Росії до цього кінематографом не займалися.
Після приходу на студію уродженця Одеси сина банкіра Олександра Каменки, який разом з Ноєм Блохом став співвласником студії після від'їзду Єрмольєва до Німеччини, кінокомпанія отримала назву «Альбатрос». За легендою саме таку назву мав корабель, на якому російські емігранти припливли з Росії у Францію.

## Кіновиробництво
У перші роки роботи кіностудія «Альбатрос» випускала лише «російські» фільми, з російськими акторами і режисерами. На кіностудії працювали режисери Яків Протазанов, Олександр Волков, Віктор Туржанський, Іван Москвін. У фільмах «Альбатроса» знімалися Іван Мозжухін, Наталя Лисенко, Ольга Чехова та ін.
З приходом на студію Олександра Каменки там почали працювати і французькі кінематографісти. З 1924 року Каменка залучав до роботи в «Альбатросі» французьких режисерів, серед яких були Марсель Карне, Жан Епштейн, Марсель Л'Ерб'є, Абель Ганс, Рене Клер, Жак Фейдер. З кінця 1920-х років «Альбатрос» почав випускати фільми в кооперації з іноземними компаніями, з Німеччини, Швеції і Іспанії.
Серед найвідоміших фільмів, створених на «Альбатросі»: «Вогнище палаюче» (1923, реж. Іван Мозжухін) «Лев Моголов» (1924, реж. Жан Епштейн), «Подвійне кохання» (1925, реж. Жан Епштейн), «Грібіш» та «Кармен» (1926, обидва реж. Жака Фейдера) «Солом'яний капелюшок» (1927, реж. Рене Клер) «Каліостро — любов і життя великого авантюриста» (1929, реж. Ріхард Освальд) та інші.
Кінокомпанія «Альбатрос» проіснувала до середини 1930-х років.

## Альбатрос і Французька Сінематека
Після прийняття у Франції в 1935 році рішення про створення першого кіносховища, майбутньої Сінематеки, фільми студії «Альбатрос» стали основою фонду майбутньої колекції. Фонд фільмів студії, куплений засновником Сінематеки Анрі Ланглуа, став разом з іншими стрічками одним з важливих фондів Сінематеки. Крім того, Олександр Каменка передав Синематеці усі адміністративні архіви кіностудії, її рекламну продукцію, документи, пов'язані з постановкою і випуском фільмів. У відповідь Анрі Ланглуа запросив Олександра Каменку на посаду в його Асоціації, оскільки юридично Сінематека була асоціацією. Співпраця Каменки і Ланглуа продовжилася до смерті Каменки в 1969 році.